# Millettia velvetina
Millettia velvetina là một loài thực vật có hoa trong họ Đậu. Loài này được Adema miêu tả khoa học đầu tiên.